# The Seattle Times
The Seattle Times est un titre de presse américain. Il est le seul quotidien publié pour la région de Seattle et plus globalement l'État de Washington.

## Historique

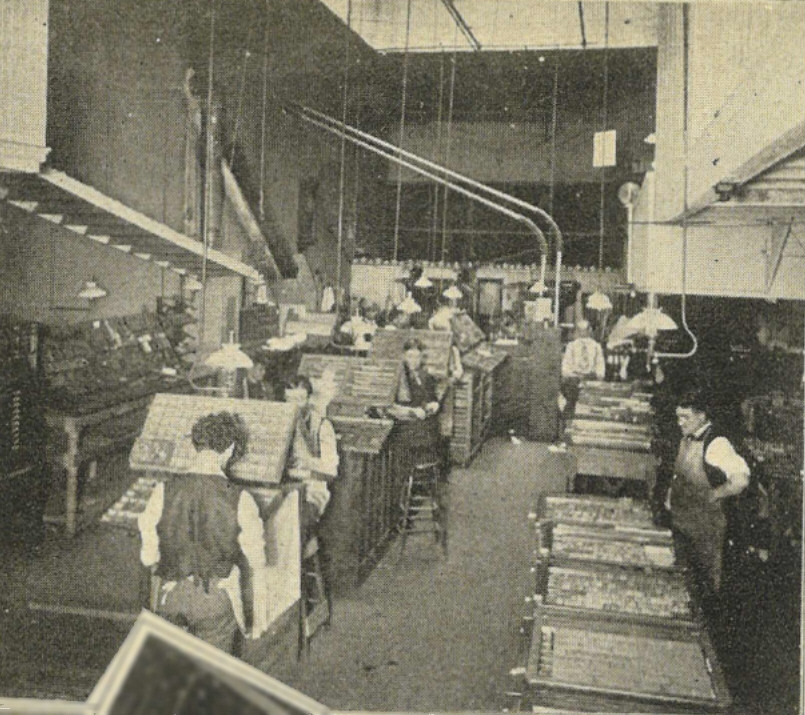
Le Seattle Times à l'impression, 1900.

The Seattle Times a été fondé en 1891.